# JR淡路駅

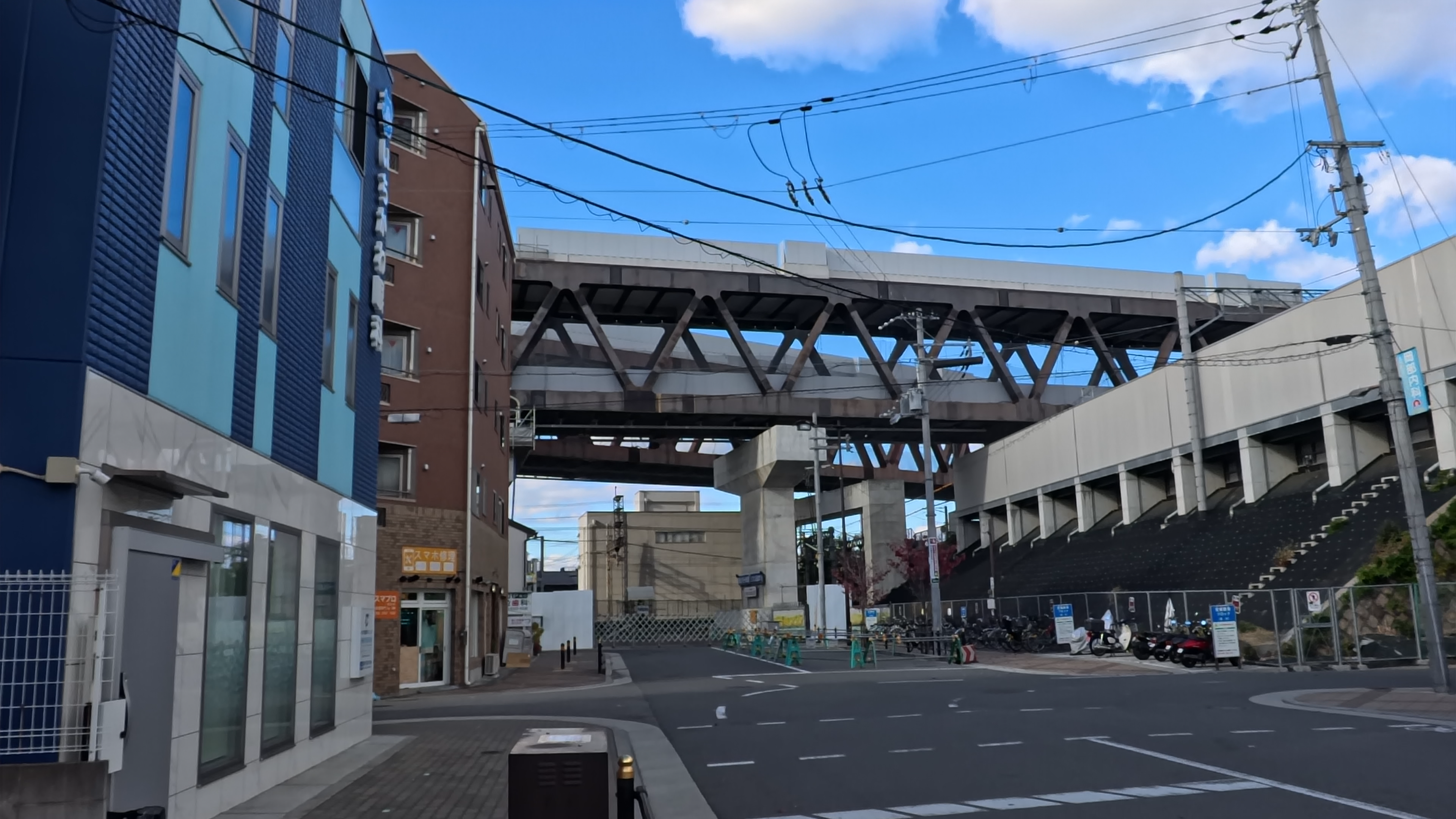
西日本旅客鉄道（JR西日本） JR淡路駅の西側出入り口西側の「阪急電鉄京都線・千里線（淡路駅付近）連続立体交差事業」高架工事中の様子。（2024年（令和6年）12月 5日 撮影）

JR淡路駅（ジェイアールあわじえき）は、大阪府大阪市東淀川区菅原5丁目にある、西日本旅客鉄道（JR西日本）おおさか東線の駅である。駅番号はJR-F04。

## 概要
東淀川区では唯一のJR駅であり、国鉄時代を含めても、東海道本線（JR京都線）の東淀川駅と新大阪駅が分区により淀川区の駅となって以来45年ぶりとなる。

## 歴史
- 2018年（平成30年）7月24日：駅名が「JR淡路駅」に決定[4]。仮称は「淡路駅」であったが、接続駅である阪急電鉄の淡路駅と区別するため「JR」を冠した[4][注 1]。
- 2019年（平成31年）3月16日：おおさか東線全線開通に伴い開業[1]。
- 2023年（令和5年）3月18日：ダイヤ改正により、直通快速の停車駅となる[5][6]。

## 駅構造

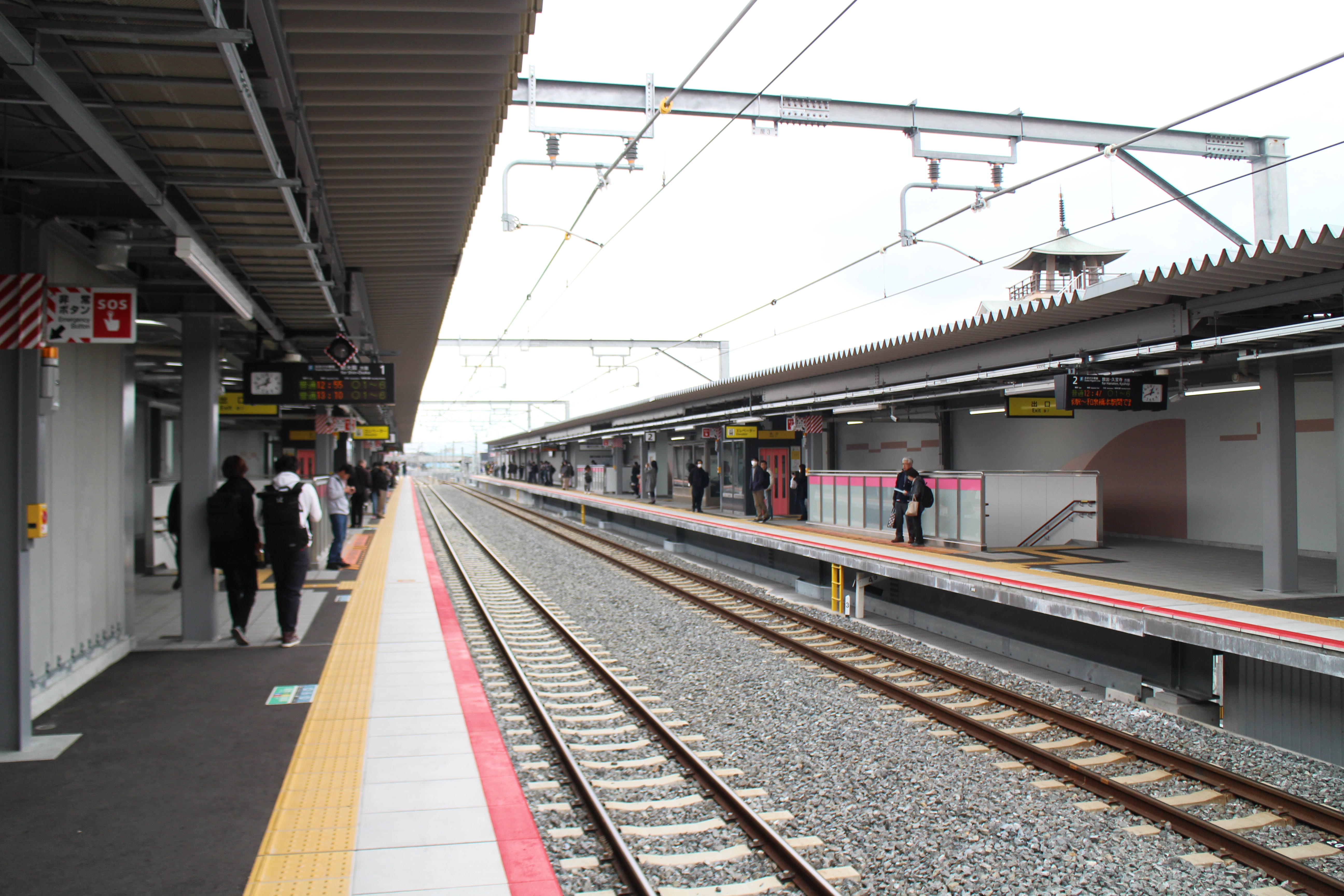
ホーム

相対式ホーム2面2線の高架駅で、8両編成対応。上屋は6両分。各ホームにエレベーターが1基、エスカレーターは各ホーム2基ずつ（上下）の計4基が設置されている。当駅のステーションカラーは桃色。
駅のデザインコンセプトは「菅原道真と淡路」としている。
新大阪駅が管理するJR西日本交通サービスによる業務委託駅であり、一部時間帯は無人となる。そのため改札機・券売機・精算機付近にはインターホンがあり、無人時間帯はコールセンターのオペレーターが対応し各種機器を遠隔制御している。
みどりの窓口は設置されず、みどりの券売機が設置されている。

### のりば
| のりば | 路線         | 行先             |
| ------ | ------------ | ---------------- |
| 1      | おおさか東線 | 新大阪・大阪方面 |
| 2      | おおさか東線 | 放出・久宝寺方面 |

## 利用状況
2023年（令和5年）度の1日平均乗車人員は10,344人である。
開業後の1日平均乗車人員は以下の通り。2021年度にJR河内永和駅を抜き、おおさか東線の単独駅では最多となっている。
| 年度               | 1日平均 乗車人員 | 増減率 | 定期利用状況 | 定期利用状況 | 出典         |
| 年度               | 1日平均 乗車人員 | 増減率 | 1日平均      | 定期率       | 出典         |
| ------------------ | ---------------- | ------ | ------------ | ------------ | ------------ |
| 2019年（令和元年） | 6,487            |        | 3,501        | 54.0%        | [ 大阪府 1 ] |
| 2020年（令和02年） | 6,425            | -1.0%  | 3,996        | 62.2%        | [ 大阪府 2 ] |
| 2021年（令和03年） | 7,964            | 24.0%  | 5,127        | 64.4%        | [ 大阪府 3 ] |
| 2022年（令和04年） | 9,252            | 16.2%  | 5,893        | 63.7%        | [ 大阪府 4 ] |
| 2023年（令和05年） | 10,344           | 11.8%  | 6,463        | 62.5%        | [ 大阪府 5 ] |

## 駅周辺
住宅街が広がる。
阪急京都本線・千里線と西側で立体交差している。阪急淡路駅は南へ約300m（東淡路商店街を通過し、徒歩5分程度）の距離にある。
- 東淡路商店街（土地区画整理事業により移転改築中。）
  - アカシヤ 淡路店（本社を併設。）
  - 阪急オアシス 淡路店（阪急ファミリーストアから業態転換。）
  - 東淀川区役所出張所
- 淡路本町商店街（阪急淡路駅を挟んで、反対側の商店街。）
  - イズミヤ 淡路店
  - マツヤデンキ 淡路店
  - 東淀川淡路郵便局
  - 三菱UFJ銀行 淡路支店・上新庄支店（淡路支店内へ吸収。）
- 大阪市立東淀川図書館
- 東淀川区民会館
- 医誠会病院
- 東淀川警察署 淡路駅前交番
- 東淀川東淡路郵便局
- 東淀川菅原七郵便局
- 池田泉州銀行 淡路支店（旧・池田銀行）
- 大阪市立菅原小学校
- 大阪市立東淡路小学校
- 覚明寺
- 菅原西公園
- 東淡路公園
- 東淡路南公園[注 2]

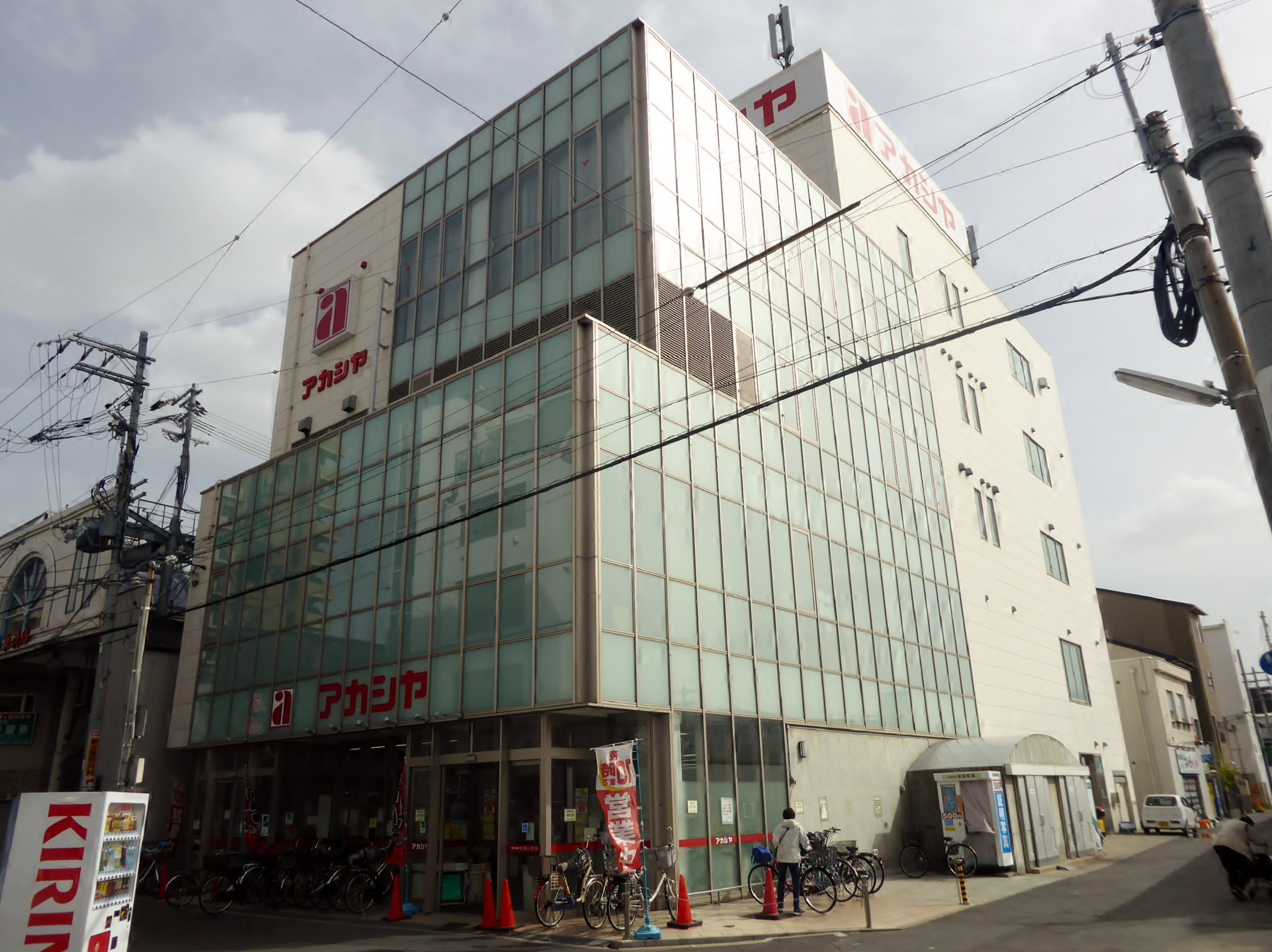
アカシヤ 淡路店 （本社を併設）
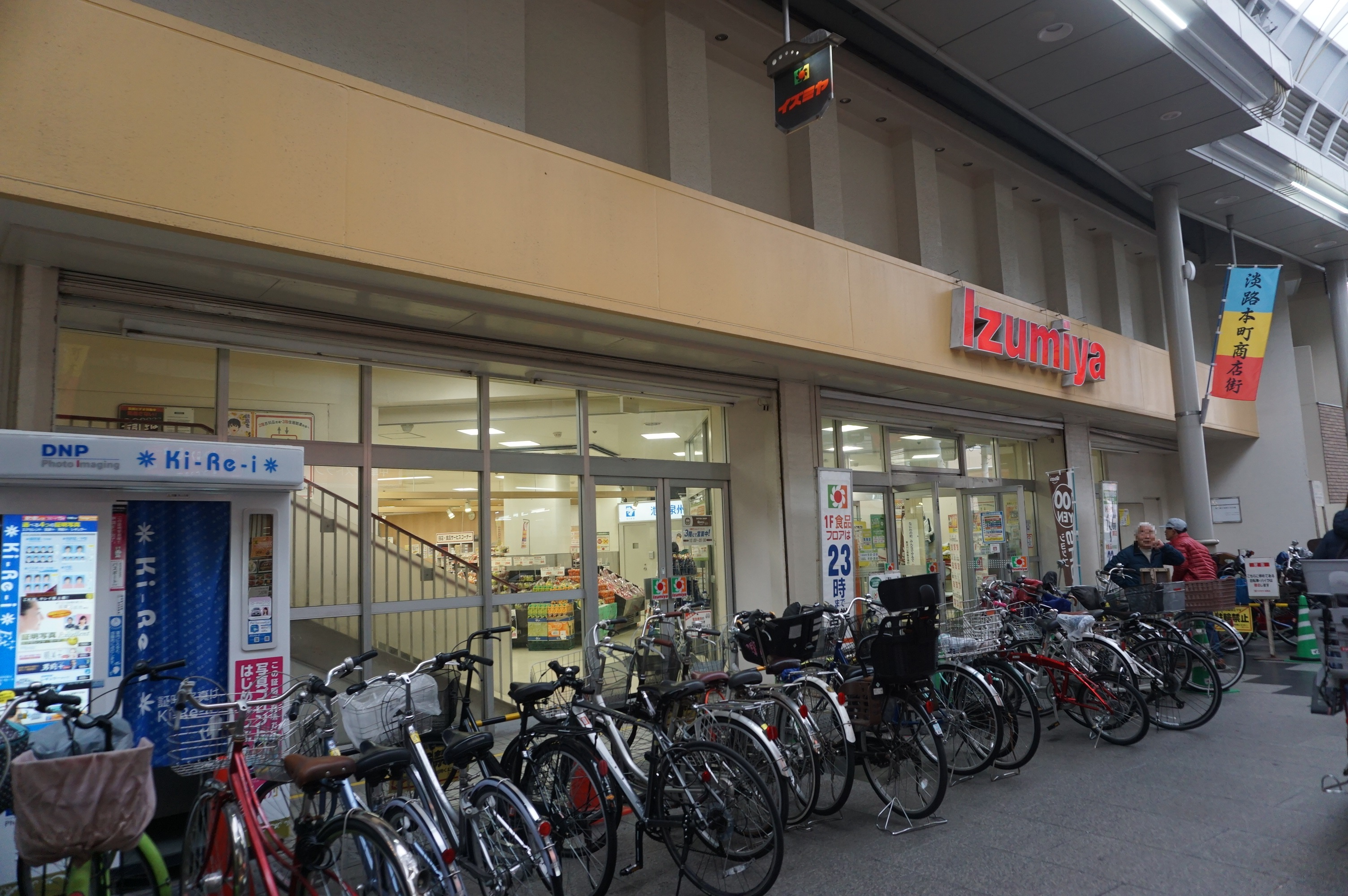
イズミヤ 淡路店
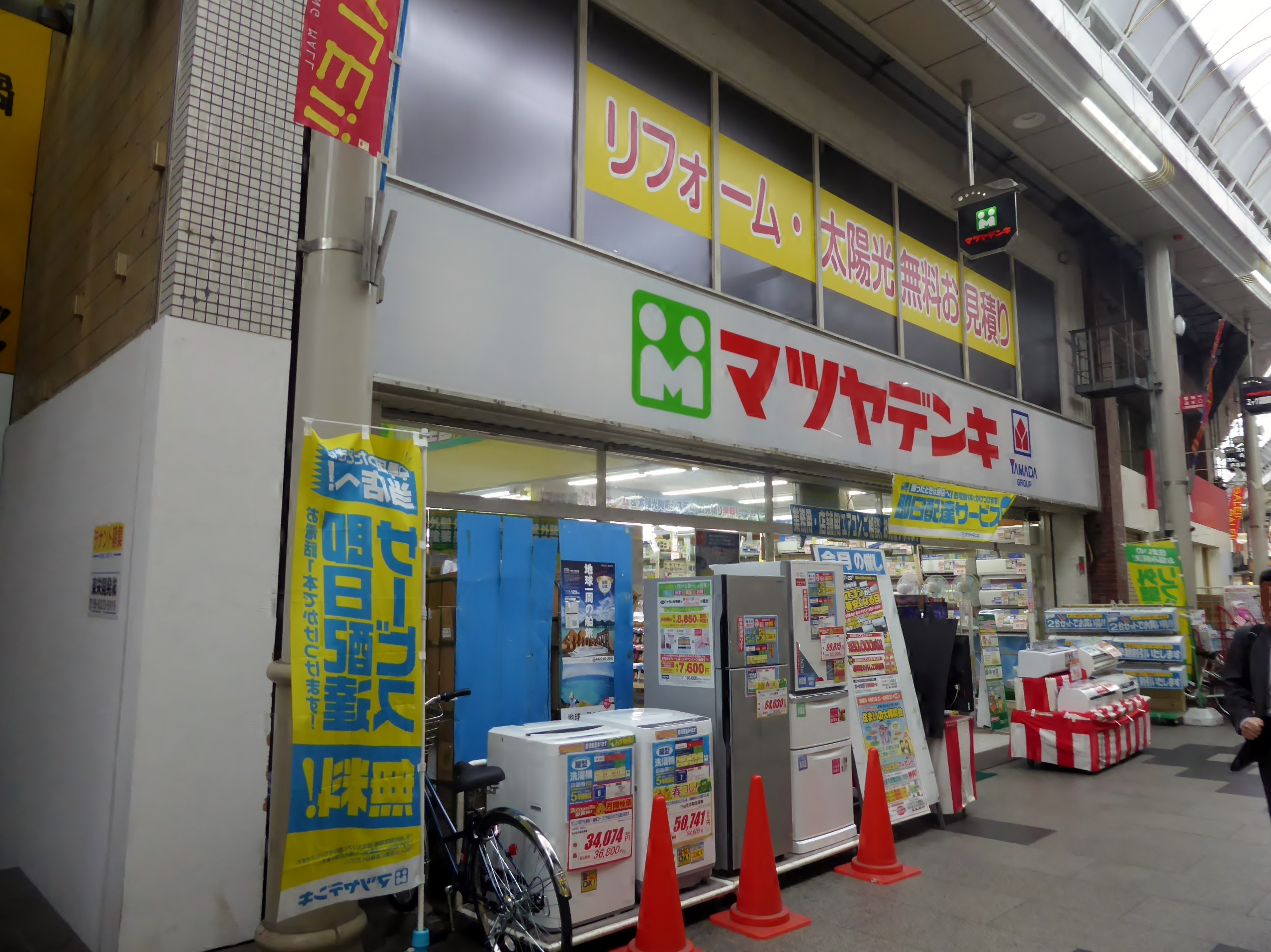
マツヤデンキ 淡路店
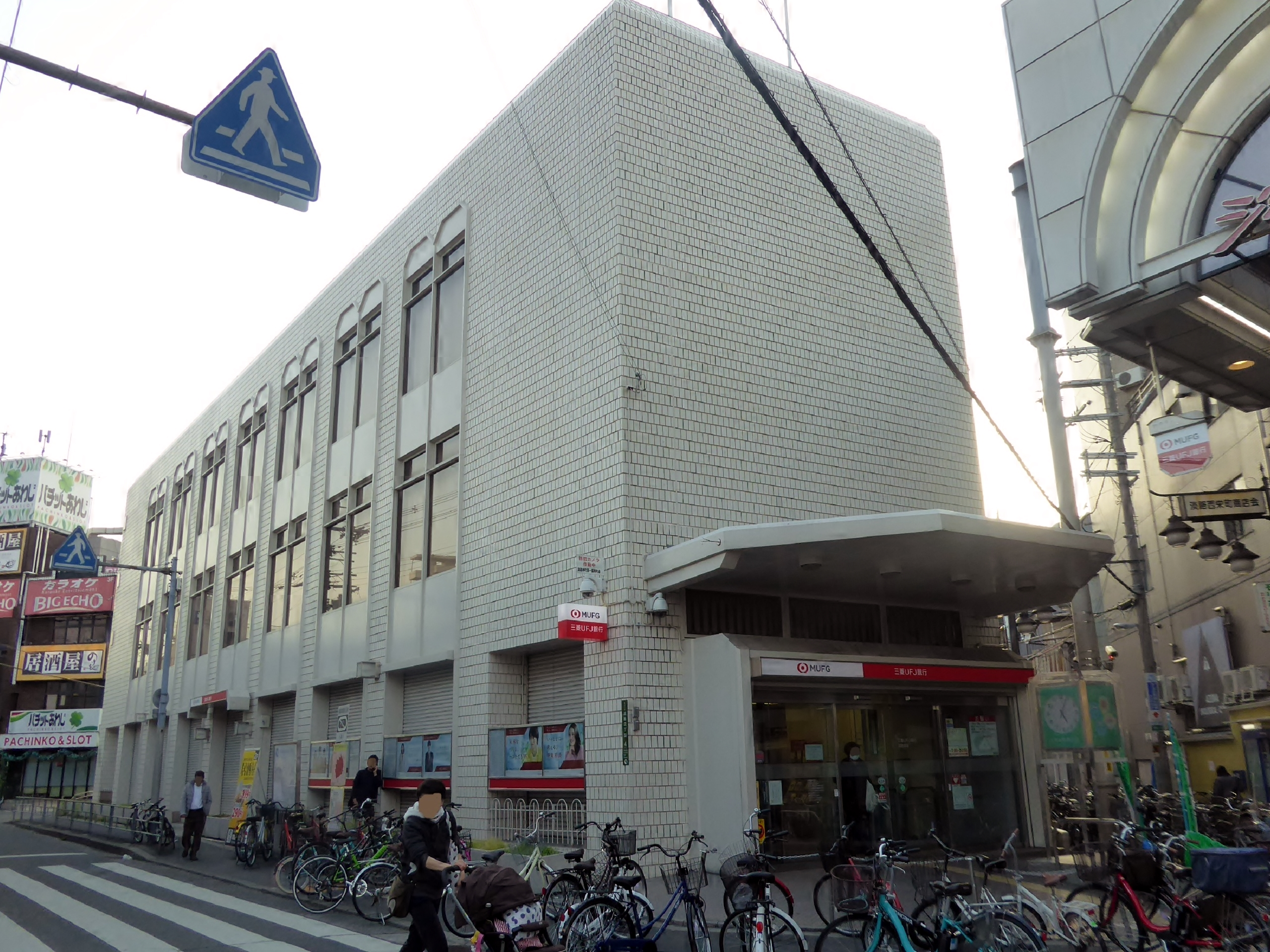
三菱UFJ銀行 淡路支店・上新庄支店

## 隣の駅
西日本旅客鉄道（JR西日本）
 おおさか東線
■直通快速
新大阪駅 (JR-F02) - JR淡路駅 (JR-F04) - 城北公園通駅 (JR-F05)
■普通
南吹田駅 (JR-F03) - （神崎川信号場） - JR淡路駅 (JR-F04) - 城北公園通駅 (JR-F05)

### 記事本文